# Asociația Clubul Sportiv Foresta Suceava
L'Asociația Clubul Sportiv Foresta Suceava è stata una società calcistica rumena con sede nella città di Suceava, fondata nel 1954 e attiva fino al 2003, anno in cui si è sciolta. Viene rifondata nel 2016 dalle ceneri del defunto Rapid CFR Suceava, per poi sciogliersi nuovamente nel 2024.

## Storia

### Dalla fondazione agli anni 90
Il club è stato fondato nel 1954 col nome Avântul Fălticeni e ha iniziato partecipando ai campionati provinciali. Nel 1956 diventa Recolta Fălticeni, l'anno successivo Energia Fălticeni e dal 1957 Foresta Fălticeni. Al termine della stagione 1963-64 viene promosso in Divizia C, ben piazzandosi alla fine del primo campionato di terza divisione. Il più grande risultato è la finale di Coppa di Romania raggiunta nel 1967 perdendola 6-0 contro lo Steaua Bucarest. La promozione in Divizia B arriva al termine della stagione 1973-74, ma dopo un solo anno la squadra retrocede di nuovo. Dal 1982 diventa Chimia Fălticeni e al primo tentativo col nuovo nome vince il girone e viene ammesso in Divizia B, divisione nella quale disputa tre campionati. Tornerà in B nella stagione 1989-90 (per un solo campionato) come Foresta.

### Ultimi anni e rifondazione
Gli inizi degli anni '90 vedono la squadra in Divizia B. Viene retrocessa al termine del 1993-94 ma dopo una stagione vinta con 13 punti di vantaggio ritorna nella serie cadetta. Dopo una stagione finita al secondo posto, arriva la promozione nella massima serie, avendo vinto il girone con 15 punti di vantaggio
Per poter giocare in Divizia A il club si trasferisce nel capoluogo Suceava e diventa NC Foresta Suceava. Disputa tre campionati, il miglior risultato è un tredicesimo posto. La partita più particolare che ha disputato è contro la Dinamo Bucarest, incontro nel quale negli ultimi 20 minuti è passato dal 0-4 al 5-4 con Robert Nita autore di una doppietta.
Torna nel 2003 nella città d'origine e viene sciolta a causa dei debiti.
Nel 2016, il Rapid CFR Suceava retrocede in Liga III ed è costretto a dissolversi per inadempienze finanziare. Viene rifondato come A.C.S. Foresta Suceava.
Il 18 marzo 2024, a causa di gravi inadempienze finanziarie e di un accumulo di debiti non saldati, la Federcalcio rumena ha deciso di escludere il Foresta Suceava dal campionato di Liga III. In seguito a questa sanzione, tutte le partite disputate nel girone di ritorno sono state assegnate per forfait con il risultato di 3-0 a favore delle squadre avversarie, indipendentemente dal risultato ottenuto in campo.

## Nomi ufficiali della squadra
Nel corso della sua esistenza il club ha avuto i seguenti nomi ufficiali:
- Avântul Fălticeni (1954-1956)
- Recolta Fălticeni (1956)
- Energia Fălticeni (1957)
- Chimia Fălticeni (1982-1988)
- NC Foresta Suceava (1997-2002)
- Foresta Fălticeni (1957-1982, 1988-1997, 2003)
- ACS Foresta Suceava (2016-2024)

## Stadio
La Foresta Suceava disputava le sue partite casalinghe nello Stadionul Areni, impianto con una capienza di 12.000 posti.

## Palmarès

### Competizioni nazionali
- Liga II: 2

1996-1997, 1999-2000
- Liga III: 5

1956, 1973–1974, 1982–1983, 1988–1989, 1994–1995

### Altri piazzamenti
- Coppa di Romania:

Finalista: 1966-1967
- Liga II:

Secondo posto: 1995-1996